# وعده صلح جهانی
وعده صلح جهانی بیانیه‌ای تهیه شده توسط بیت العدل اعظم، هیئت حاکمه آئین بهائی است که در اکتبر ۱۹۸۵ به مناسبت سال بین‌المللی صلح انتشار یافت. این اثر پیش زمینه‌های مهم و همچنین موانع موجود برای دستیابی به صلح جهانی را شرح می‌دهد. تا ژانویه سال ۱۹۸۸ این بیانیه به ۱۹۸ تن از سران دولت‌ها و کشورها ارائه شده بود. این بیانیه به ۷۶ زبان ترجمه شده و حدود یک تا دو میلیون نسخه آن منتشر و توزیع شده‌است.

## خلاصه
در این بیانیه بیت العدل اعظم توضیح می‌دهد که صلح جهانی نه تنها امکان‌پذیر بلکه اجتناب ناپذیر است و برای اولین بار در تاریخ بشر صلح در دسترس بشر است. این بیانیه البته معتقد است که در حال حاضر سیستم بین‌المللی حکمروایی نقص‌هایی دارد است و قادر به از بین بردن خطرات جنگ، تروریسم، هرج و مرج و بی‌ثباتی اقتصادی نیست. بر اساس این بیانیه علاوه بر این مشکلات این باور گسترده که انسان ذاتاً خصمانه و تهاجمی است رسیدن به صلح را با مشکل رو به رو می‌کند.
این بیانیه استدلال می‌کند که نوع بشر در طول تاریخ در حال رشد بوده و انسان‌ها در ذات خود موجوداتی معنوی هستند و بنابراین انسان‌ها اگر اراده کنند قادر به ساخت تمدن و جهانی صلح آمیز هستند.
این بیانیه معتقد است صلح را نمی‌توان به سادگی با خلع سلاح و ممنوعیت سلاح‌های جنگی یا امضای عهدنامه‌های مختلف ایجاد کرد. بر اساس این دیدگاه صلح به سطحی کاملاً جدید از تعهد نیاز دارد و باید بر پایه اصول جهانی و علاقه حقیقی به ایجاد یک جهان صلح آمیز صورت بگیرد. برخی از مشکلات بنیادی که این بیانیه حل آن‌ها را لازم می‌دانند عبارتند از:
- نژادپرستی و تبعیض بر اساس نژاد، جنسیت و باورهای مذهبی
- اختلاف شدید در سطح درآمد و درجات افراطی ثروت یا فقر شدید
- ملی‌گرایی افراطی
- خصومت دینی
- نابرابری زنان و مردان
- عدم وجود فرصت‌های آموزشی برای بسیاری از مردم جهان

بیت العدل اعظم در ادامه بیان می‌کند که صلح باید بر اساس این درک بنا شود که انسان‌ها اساساً اعضای یک خانواده انسانی هستند. بیت العدل اعظم سپس از رهبران جهان می‌خواهند تا گرد هم آیند و برای حل این مشکلات هم‌اندیشی کنند.

## برای مطالعهٔ بیشتر
- Baratta, Joseph Preston (October 1989). "The International History of the World Federalist Movement". Peace & Change, A Journal of Peace Research. 14 (4): 372–403. doi:10.1111/j.1468-0130.1989.tb00134.x.
- Bigger, Stephen (1997). "The Bahá'í Global Vision". Journal of Beliefs & Values: Studies in Religion & Education. Taylor & Francis. 18 (3): 181–191. doi:10.1080/1361767970180205.
- Clarke-Habibi, Sara (January 2005). "Transforming Worldviews, The Case of Education for Peace in Bosnia and Herzegovina". Journal of Transformative Education. January 2005. 3 (1): 33–56. doi:10.1177/1541344604270238.
- Crandall, Christian S. (2003). "Ideology and Lay Theories of Stigma: The Justification of Stigmatization".  In Heatherton, Todd F. (ed.). The social psychology of stigma (illustrated, reprint ed.). Guilford Press. pp. 126–150. ISBN 978-1-57230-942-5.
- Gervais, Marie (2004). "The Baha'i curriculum for peace education". Journal of Peace Education. Taylow & Francis. 1 (2): 205–224. doi:10.1080/1740020042000253758.
- Heller, Wendy M.; Mahmoudi, Hoda (1995). "Altruism and Extensivity in the Bahá'í Religion".  In . Oliner, Pearl M; Oliner, Pearl; Oliner, Samuel P.; Baron, Lawrence (eds.). Embracing the Other: Philosophical, Psychological, and Historical Perspectives on Altruism. NYU Press. pp. 420–432. ISBN 978-0-8147-6190-8.
- Nelson, Dorothy W (1993–1994). "Introduction to the Effects of Gender in the Federal Courts: The Final Report of the Ninth Circuit Gender Bias Task Force". South California Law Review. 67: 731–.
- Smith, Peter; Moojan Momen (1989). "The Baha'i faith 1957–1988: A survey of contemporary developments". Religion. Taylor & Francis. 19 (1): 63–91. doi:10.1016/0048-721X(89)90077-8.
- Related documents on Bahá'í Library Online